# Климент Колесњиков
Климент Андрејевич Колесњиков (рус. Климент Андреевич Колесников; Москва, 9. јул 2000) руски је пливач чија ужа специјалности су трке леђним стилом. Вишеструки је национални првак и рекордер, вишеструки европски првак у великим и малим базенима и светски рекордер у трци на 50 метара леђним стилом у великим базенима.

## Каријера
Колесњиков је веома рано научио да плива, још као двогодишњи дечак, док је са озбиљнијим тренинзима почео са 6 година, захваљујући свом оцу који се такође озбиљније бавио пливањем. 
На међународној сцени дебитовао је на европском првенству за јуниоре 2016. на ком је успео и да освоји златне медаље у тркама на 50 и 100 метара леђним стилом. Годину дана касније на истом такмичењу освојио је све три медаље у тркама леђним стилом, од чега су две биле златне. На истом првенству је у тркама на 50 и 100 метара леђно поставио и нове светске рекорде у јуниорској конкуренцији. 
У сениорској конкуренцији дебитовао је на светском првенству 2017. у Будимпешти где је пливао у све три трке леђним стилом, те у микс штафети 4×100 мешовито. Најбољи резултат остварио је у трци на 200 леђно у којој је у два наврата поправљао светски јуниорски рекорд (најновији рекорд је 1:55,14 минута) и на крају заузео 4. место у финалу заоставши свега 0,8 секунди за трећепласираним Американцем Џејкобом Пиблијем. У трци на 200 леђно био је 9. у полуфиналу, док је најкраћу деоницу на 50 леђно испливао за 25,23 секунди, свега 0,6 секунди спорије од времена потребног за полуфинале. 
Прве медаље у сениорској каријери, њих 6, од чега 3 златне, осваја на европском првенству у малим базенима у Копенхагену 2017, а поред злата у трци на 200 леђно поставља и нови светски јуниорски рекорд у тој дисциплини. На пливачком митингу „Куп Владимира Саљникова” одржаном 22. децембра 2017. у Санкт Петербургу испливао је светски рекорд у трци на 100 леђно (мали базени) у времену 48,90 секунди.
Годину 2018. успешно је започео учешћем на Европском јуниорском првенству у Хелсинкију освајањем чак 6 златних и две сребрне медаље. Месец дана касније по први пут учествује на сениорском првенству Европе које је одржано у Глазгову, осваја шест медаља (од чега 3 златне), а трку на 50 леђно испливава у времену новог светског рекорда од 24,0 секунди. Јуниорску каријери успешно окончава освајањем 7 медаља (6 златних) на Олимпијским играма младих које су током октобра 2018. одржане у Буенос Ајресу у Аргентини. У децембру 2018. успешно дебитује на Светском првенству у малим базенима у кинеском Хангџоуу, где осваја седам медаља, а у тркама на 100 међовито и 4×50 мешовито осваја титуле светског првака. 
На свом другом наступу на светским првенствима у великим базенима, у корејском Квангџуу 2019, осваја медаље у три од четири дисциплине у којима се такмичио. Као члан штафете на 4×100 слободно осваја сребро, заједно са Грињовим, Морозовим и Риловим, односно бронзу у штафети 4×100 мешовито за коју је пливао у квалификацијама. У трци на 50 леђно освојиоје бронзану медаљу, док је на 100 леђно такмичење окончао на 9. месту у полуфиналу. Серију одличних резултата наставља током децембра 2019. на Европском првенству у малим базенима у Глазгову, где осваја 6 златних медаља.